# Gordon Fraser
Gordon Fraser (Ottawa, 19 de novembre de 1968) és un ciclista canadenc, professional del 1994 al 2006. Del seu palmarès destaca el Campionat nacional en ruta del 2004. Després de la seva retirada ha dirigit diferents equips ciclistes.

## Palmarès
- 1994
  - 1r a la París-Troyes
  - 1r a la París-Chauny
  - Vencedor de 2 etapes del Tour de Valclusa
- 1997
  - Vencedor d'una etapa del Gran Premi del Midi Libre
- 1998
  - Vencedor d'una etapa del Tour de Beauce
  - Vencedor d'una etapa de la Volta a Astúries
  - Vencedor d'una etapa del Tour de Toona
- 1999
  - Vencedor d'una etapa del Tour de Beauce
  - Vencedor d'una etapa del Tour de Toona
- 2000
  - 1r al Gran Premi de la vila de Rennes
  - 1r al Valley of the Sun Stage Race i vencedor de 2 etapes
  - 1r al Tour de Toona i vencedor de 4 etapes
  - Vencedor d'una etapa del Critèrium Internacional
  - Vencedor de 2 etapes del Sea Otter Classic
- 2001
  - Vencedor d'una etapa del Tour de Beauce
  - Vencedor d'una etapa del Tour de Langkawi
  - Vencedor d'una etapa del Redlands Bicycle Classic
  - Vencedor de 2 etapes del Tour de Toona
- 2002
  - 1r a la First Union Classic
  - Vencedor d'una etapa del Tour de Beauce
  - Vencedor d'una etapa del Valley of the Sun Stage Race
  - Vencedor d'una etapa del Sea Otter Classic
- 2003
  - Vencedor d'una etapa del Tour de Beauce
  - Vencedor de 3 etapes del Pomona Valley Stage Race
  - Vencedor d'una etapa del Redlands Bicycle Classic
  - Vencedor de 3 etapes del Tour de Gila
- 2004
  -  Campionat del Canadà en ruta
  - Vencedor de 2 etapes de la Volta a Geòrgia
  - Vencedor d'una etapa del Cascade Cycling Classic
- 2005
  - 1r a la Wachovia Classic
  - Vencedor d'una etapa de la Volta a Geòrgia
  - Vencedor d'una etapa del Sea Otter Classic
  - Vencedor d'una etapa del San Dimas Stage Race
  - Vencedor d'una etapa del Nature Valley Grand Prix
  - Vencedor d'una etapa del Cascade Cycling Classic
  - Vencedor d'una etapa del Tour de Delta
- 2006
  - 1r al Joe Martin Stage Race i vencedor de 3 etapes
  - Vencedor d'una etapa del Tour de Gila
  - Vencedor d'una etapa del Tour de Delta

### Resultats al Tour de França
- 1997. Fora de control (9à etapa)